# یواس‌اس اونو (اس‌پی-۱۲۸)
یواس‌اس اونو (اس‌پی-۱۲۸) (به انگلیسی: USS Ono (SP-128)) یک کشتی بود که طول آن ۴۶ فوت ۰ اینچ (۱۴٫۰۲ متر) بود. این کشتی در سال ۱۹۰۸ ساخته شد.